# Reevesia pubescens
Reevesia pubescens là một loài thực vật có hoa trong họ Cẩm quỳ. Loài này được Mast. miêu tả khoa học đầu tiên năm 1874.